# Carthage (Dakota du Sud)
Pour les articles homonymes, voir Carthage (homonymie).
Carthage est une municipalité américaine située dans le comté de Miner, dans l'État du Dakota du Sud.
Fondée en 1883, la localité doit son nom à la ville de Cathage dans l'État de New York.

## Démographie
Selon le recensement de 2010, Carthage compte 144 habitants. La municipalité s'étend sur 1,49 milles carrés (3,86 km2).
| 1890 | 1900 | 1910 | 1920 | 1930 | 1940 |
| ---- | ---- | ---- | ---- | ---- | ---- |
| 200  | 265  | 554  | 667  | 590  | 512  |

| 1950 | 1960 | 1970 | 1980 | 1990 | 2000 |
| ---- | ---- | ---- | ---- | ---- | ---- |
| 458  | 368  | 362  | 274  | 221  | 187  |

| 2010 | - | - | - | - | - |
| ---- | - | - | - | - | - |
| 144  | - | - | - | - | - |